# 飛葉喜文
飛葉 喜文（ひば きぶん）は、日本の劇作家、脚本家。

## 脚本作品

### ドラマ
- 誰も知らないJ学園「Lost People」（2010年、関西テレビ）
- ドラマチックジャーニー「スコータイの躍動」（2010年、朝日放送）

### 舞台
- トツゲキ倶楽部「迷子の迷子のおまわりさん」（2010年）
- 月イチ3人KIBUN「バッドタイミングベイビー」（2010年）
- 月イチ3人KIBUN「ちょっとだけBe Back」（2010年）
- 月イチ3人KIBUN「ぷちぷち」（2010年）
- 月イチ3人KIBUN「今宵あなたにリクエスト」（2010年）
- 月イチ3人KIBUN「ハヴァナイストリップ！」（2010年）
- 月イチ3人KIBUN「そこにヤマがあるからさ」（2010年）
- トツゲキ倶楽部「リ：ライト　〜イトシキキヲク〜」（2010年）